# Susanne H. Osterling
Susanne Helena Osterling, född 17 maj 1975, är en svensk montéryttare, travkusk och travtränare. Osterling har idag (2019) ett tiotal hästar i träning. Hon är även verksam som catch driver, då hon kör och rider lopp åt andra tränare.

## Karriär
Osterling har arbetat inom travsporten sedan hon gick ut gymnasiet, och tog ut sin proffslicens 2005. Osterling har bland annat vunnit Hertiginnan av Västergötland Kronprinsessan Victorias lopp fem gånger (2009, 2010, 2016, 2017, 2019). Under 2017 blev hon även kuskchampion på Hotingtravet samt på hemmabanan Solänget.